# Brenda Lee
Brenda Lee (* 11. prosince 1944 Atlanta jako Brenda Mae Tarpley) je americká zpěvačka. Pro svoji výšku 145 cm byla přezdívána „Little Miss Dynamite“.
Věnovala se žánrům rockabilly, country a gospel, svůj silný hlas a dramatický talent uplatnila především v milostných baladách. Jako zpěvačka vystupovala od dětství, v roce 1956 vydala svoji první nahrávku, coververzi písně Hanka Williamse „Jambalaya“. Jejími největšími hity byly „Rockin' Around the Christmas Tree“, „I Want to Be Wanted“, „All Alone Am I“, „Fool #1“, „Emotions“, „Dum Dum“, „Break It to Me Gently“, „Coming On Strong“ a především „I'm Sorry“, která vedla v roce 1960 žebříček Billboard Hot 100. V roce 1964 vystupovala v Londýně na Royal Variety Performance. Od konce šedesátých let se její popularita omezila na countryové publikum. Spolupracovala s producentem Owenem Bradleym, v roce 1982 se podílela na úspěšném albu The Winning Hand, kde kromě ní zpívali Kris Kristofferson, Willie Nelson a Dolly Parton.
V šedesátých letech ji v hitparádové úspěšnosti překonali pouze Beatles, Elvis Presley a Ray Charles. V letech 1962–1964 zvítězila v anketě NME Awards o nejlepší světovou zpěvačku, v roce 2002 byla uvedena do Rock and Roll Hall of Fame a v roce 2009 získala cenu Grammy za celoživotní dílo.
Brenda Lee byla vzorem pro českou zpěvačku Yvonne Přenosilovou, která nazpívala pod názvem „Roň slzy“ českou verzi její písně „I'm Sorry“.